# German Brand Award

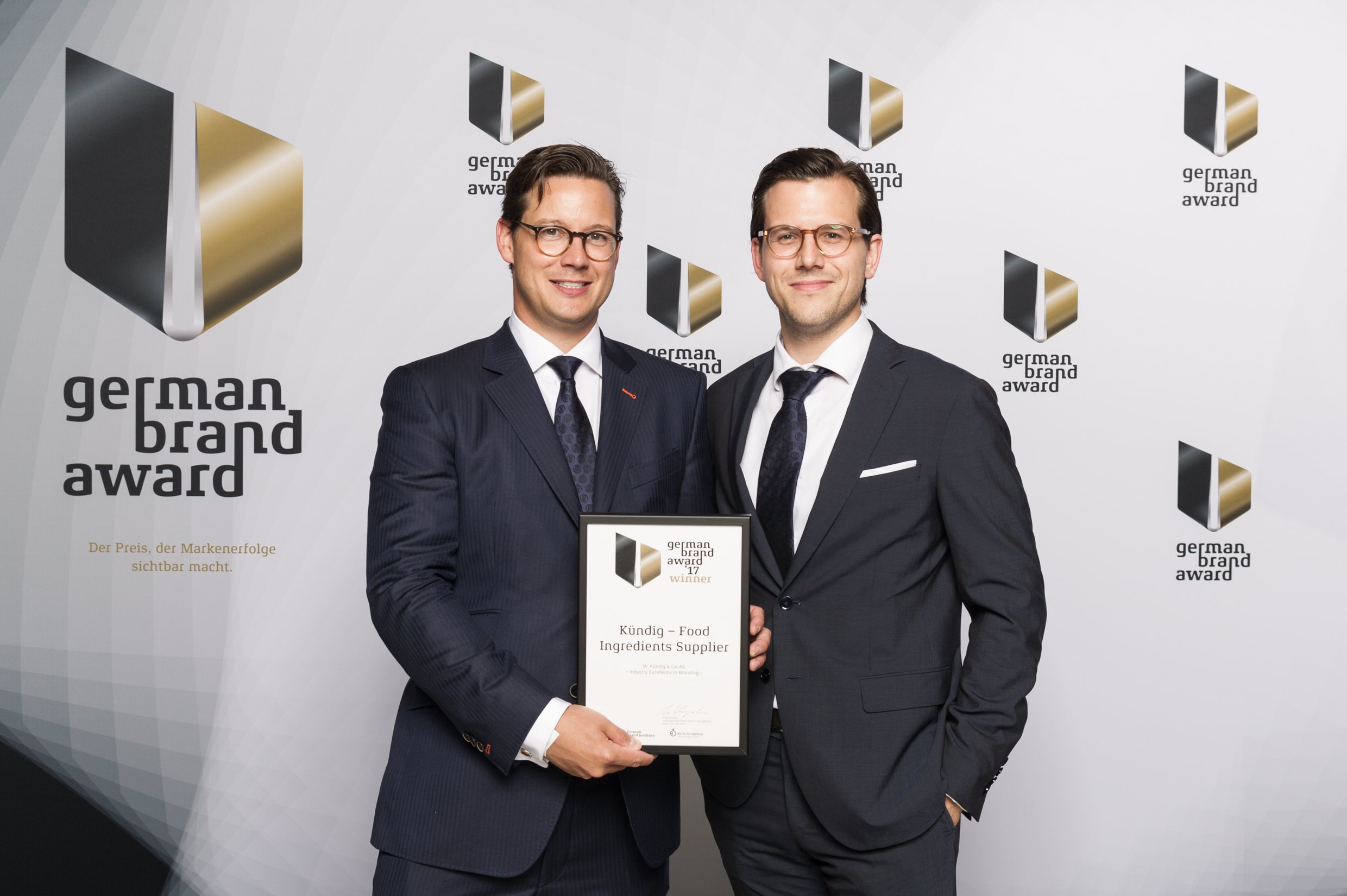
Marc-Remo und Sandro Kündig nehmen in Berlin den German Brand Award 2017 entgegen

Der German Brand Award ist ein Branchenpreis für Markenführung, der seit 2016 von der privatwirtschaftlich getragenen Stiftung Rat für Formgebung jährlich in mehr als 60 Kategorien vergeben wird. Dieselbe Stiftung vergibt auch den German Design Award.

## Vergabe
Unternehmen können sich für den Preis selbst bewerben, oder werden durch das German Brand Institute, seine Expertengremien oder Dritte nominiert. Die Entscheidung für die Vergabe trifft eine Jury, die 2018 aus acht Personen bestand: Saskia Diehl, Lutz Dietzold, Andrej Kupetz, Günter Moeller, Stefan Raake, Mike Richter, Simone Roth und Christian Rummel.

## Preiskategorien
Der German Brand Award ist in drei Klassen eingeteilt. Prämiert werden Beiträge in „Excellence in Branding“ (Markenbildung insgesamt), „Industry Excellence in Branding“ (Markenbildung innerhalb einer Branche) sowie „Excellence in Brand Strategy, Management and Creation“ (Markenstrategie, Führung und Darbietung).
Die Auszeichnung „Excellence in Branding“ erhielten 2018 zehn Unternehmen in Kategorien für Markeninnovation, Markenausweitung, Digitalisierung, Marken für Produkte und Dienstleistungen usw. Die Preise in der Kategorie „Industry Excellence in Branding“ wurde 2018 in 35 Branchen-Kategorien vergeben, zum Beispiel Banken und Finanzwesen, Kosmetik und Körperpflege, Chemie usw. Die Preise in der Kategorie „Excellence in Brand Strategy, Management and Creation“ wurden 2018 in 21 Kategorien vergeben, zum Beispiel Branding durch Mitarbeiter, Branding in der Außenwerbung, Branding durch Gebäude usw.

## Kritik
Die Veranstaltung wird nicht durch Sponsoren, sondern durch die Prämierten finanziert, was bereits seit Jahren kritisch betrachtet wird. Schon die Teilnahmegebühr für die Nominierung beträgt 449 Euro und Preisträger müssen mindestens 3150 Euro investieren. Dazu kommen Kosten für die Bücher mit den Preisträgern sowie für die Teilnahme an Prämierungsveranstaltungen. Insgesamt nutze diese Inflation der profitorientierten Preise weder den Prämierten noch den Nachfragern nach Designleistungen, sondern einzig den Preisvergebern selbst.